# Сплюшка білолоба
Сплюшка білолоба (Otus sagittatus) — вид совоподібних птахів родини совових (Strigidae). Мешкає на Малайському півострові.

## Опис

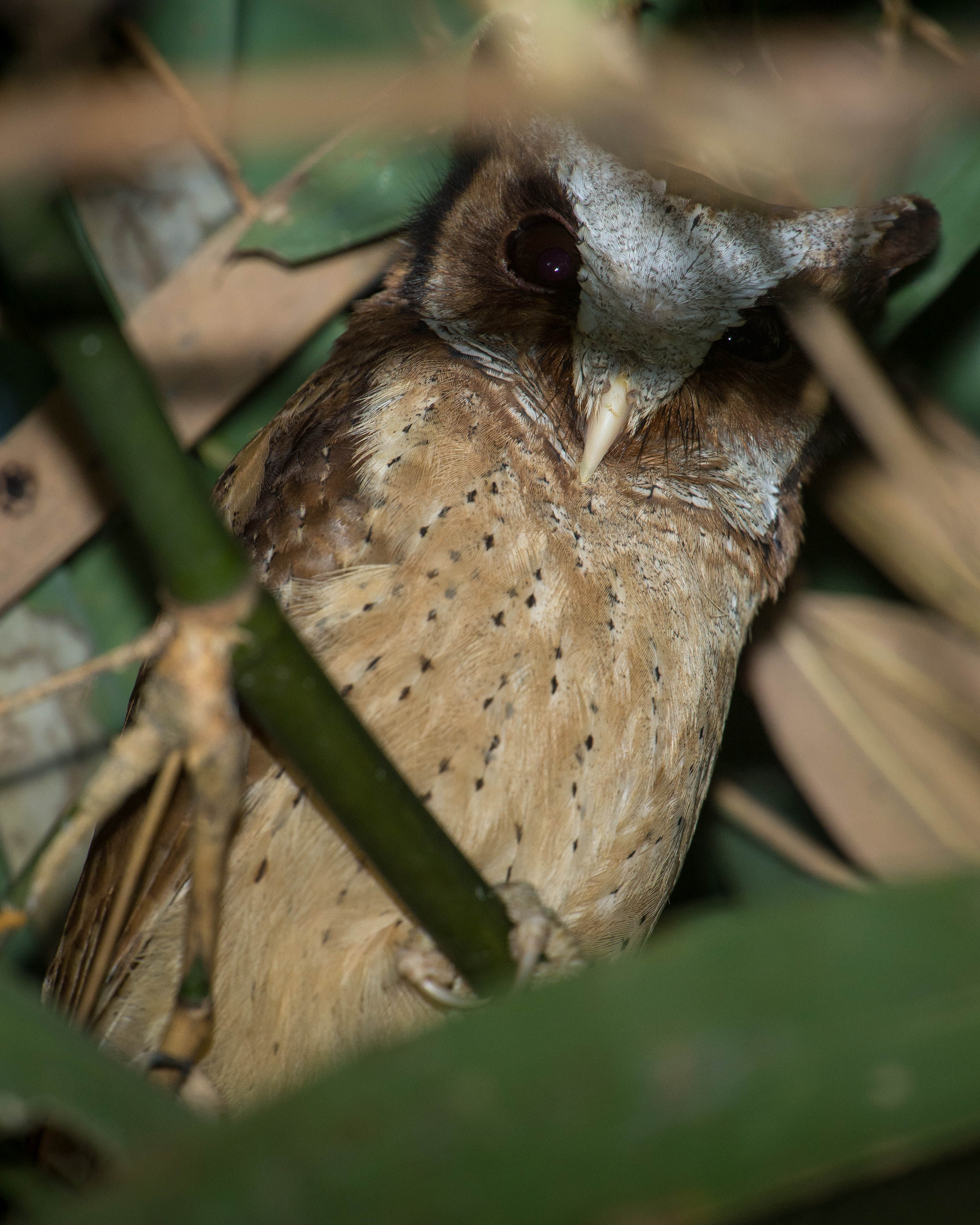
Білолоба сплюшка

Довжина птаха становить 25-28 см, вага 110-140 г. Верхня частина тіла темно-рудувато-коричнева або рудувато-каштанова. Обличчя світло-рудувато-коричневе, на лобі велика білувата плями, над очима окаймлена білуватими "бровами". які ідуть до пір'яних "вух". Нижня частина тіла світло-рудувато-коричнева, горло і груди поцятковані невеликими коричневими плямками. Хвіст відносно довгий. Райдужки темно-карі, дзьоб блакитнувато-білий, восковиця світло-блакитнувато-зелена, лапи оперені, пальці тілесного кольору, кігті блакитнувато-білі. Голос — приглушене, одноманітне угукання.

## Поширення і екологія
Білолобі сплюшки поширені від південно-східної М'янми (Танінтаї) і західного Таїланду (Так) через перешийок Кра до Малакки. Вони живуть у вологих рівнинних тропічних лісах, на висоті до 700 м над рівнем моря. Живляться переважно метеликами та іншими комахами. Сезон розмноження триває з лютого по березень.

## Збереження
МСОП класифікує цей вид як вразливий. За оцінками дослідників, популяція білолобих сплюшок становить від 3500 до 15000 птахів. Їм загрожує знищення природного середовища.